# Espinosa de la Ribera
Espinosa de la Ribera (Espinosa de la Ribeira en leonés) es una villa española, perteneciente al municipio de Rioseco de Tapia, en la comarca de Luna y la provincia de León.
Situado en la margen izquierda del río Luna, afluente del río Órbigo.
Los terrenos de Espinosa de la Ribera limitan con Villarrodrigo de Ordás y Rioseco de Tapia al norte, El Ferral al este, Villarroquel , Secarejo , Azadón y Cimanes del Tejar al sur, y Mataluenga al oeste.

## Geografía
Es una ribera fértil y rica en producción de diversos productos agrícolas, si bien la altitud determina que puedan verse afectados por heladas tardías.
En Espinosa existe una gran variedad de parcelación, con tierras bastante desiguales y un sistema de regadío idéntico al que existía en el siglo XII.
Predominan en el fondo del valle, los pastizales dedicados al ganado vacuno mientras que, subiendo por la cuesta de Llamurgones, nos encontramos con un terreno más seco y árido, el cual es muy apto para el cultivo de cereales, sobre todo el centeno, quedando bien delimitados dos ambientes de terreno.
El clima es mediterráneo pluviestacional oceánico, según la clasificación de Rivas Martínez, con inviernos fríos y veranos calurosos, habiendo dos épocas más lluviosas, la primavera y el otoño, siendo la precipitación superior a 556mm anuales.
La población ha sufrido una disminución estrepitosa desde 1900, pasando de 535 a 112 habitantes en la actualidad. Las causas son bien conocidas, por una parte la emigración y el abandono de los pueblos hacia las ciudades, y por otro lado un envejecimiento muy acusado de la población.

## Vegetación
Existen dos sectores claramente diferenciados en Espinosa de la Ribera. Por una parte la zona de Ribera, que ocupa la extensión de la llanura de inundación del río Luna, donde se pueden ver las especies más características del sector leonés. 
La vegetación edafohigrófila de la Ribera está dominada por repoblaciones de chopo, y pastizales y cultivos.
Las especies arbóreas más típicas que se pueden encontrar son negrillos, salgueros y alisos, estos últimos más cerca del río y en los lindes de las diferentes fincas.
Los pastizales, que pueden ser de dos clases fitosociológicas en función del contenido en humedad, diferenciándose claramente dos partes en el pueblo, la norte y la sur, en cuanto se refiere a la composición florística de los prados.
Los cultivos, son típicos de una economía de subsistencia, siendo las especies predominantes las hortalizas y la patata, si bien se pueden encontrar otro tipo de cultivos tales como maíz o remolacha siempre destinados al consumo del ganado.
El otro sector es la zona del monte, estando este fuertemente antropizado y dedicado al monocultivo del cereal, concretamente el centeno. Un aprovechamiento adicional del monte son los pinares de repoblación, ocupando una porción significativamente inferior a la anterior.
En los lugares donde no existe cultivo cerealista ni repoblaciones, crecen de forma aislada matas de roble melojo, que constituye un singular aprovechamiento para su utilización como carburante natural. Así mismo se pueden encontrar las múltiples etapas de sustitución de este tipo de bosque, tales como piornales, pastizales y brezales, siendo bastante abundantes como consecuencia de la alta explotación de este tipo de terrenos.

## Historia
Aunque solo se tienen datos manuscritos desde 1202, coincidentes con la época del repoblamiento de toda la zona del valle en la época de Ramiro II en el siglo X, probablemente hubo otros asentamientos anteriores en la época romana, probablemente coincidentes con la explotación de los recursos auríferos como muestran recientes investigaciones sobre las “Médulas de Villarroquel”.
Parece ser que antaño hubo inmensidad de Pinos, por lo que anteriormente al asentamiento poblacional que hubo en el entorno, se le llamó Villa de Pinos. Por las envidias suscitadas entre los nobles por poseer este trozo de tierra hicieron incendiar a la Villa de Pinos para posteriormente llamarla Espinosa, por la masacre.
Lo que está claro es que anteriormente fue llamada Villa de Pinos, y que hubo un gran incendio, pero estudiosos de la toponimia, hacen mayor hincapié a que el nombre viniera derivado de abundancia de plantas espinosas, como muchas de las que existen en toda la ribera. En 1655 hubo otro gran incendio que volvió a asolar la Villa de Espinosa y en el que se perdieron gran parte de documentos que hubieran podido arrojar más luz al conocimiento de la historia de este pueblo.
Hasta el siglo XII, Espinosa de la Ribera fue una villa real, regida por los diferentes reyes que existieron en la época. En 1212, Alfonso IX, hijo de Fernando II, toma a San Isidoro de León cuando este tenía a Castrobal y Villalba para la repoblación de Mayorga, y en compensación le donó las Villas de Espinosa, Noceda y Pinos, con toda la jurisdicción civil, criminal y de realengo, tal como muestran escritos contemporáneos.
En 1427 el Abad y Cabildo, dan encomienda de Espinosa a D. Pedro Álvarez Osorio, señor de Villalobos y guarda mayor del rey, por todo el tiempo de su vida. En 1448 vuelven a encomendar el pueblo de Espinosa al mismo D. Pedro, pero esta vez con la categoría de Conde de Trastámara.
Espinosa y su jurisdicción fueron en aquella época motivo de pleitos y de artes poco nobles, como la sostenida por el Conde de Luna en 1483 tratando de apoderarse de los dominios concernientes al pueblo.
En mayo de 1567 nombran al Abad y Cabildo juez de residencia para Pinos, Espinosa y Alcoba de la Ribera, mandándole a dicho juez que no estuviera en cada pueblo un periodo superior a 15 días para evitar envidias o presunciones de mejores tratos de favor a unos pueblos con respecto a otros.
El 27 de agosto de 1582, en vista de que Felipe II quería vender la jurisdicción de Espinosa, un enviado del rey les invitó a presenciar la medición de los terrenos del pueblo mandando una comisión para que la representase.
En enero de 1583, aún continuaba el pleito sobre la jurisdicción del pueblo y el cabildo acordó defenderlo con empeño y para ello se ve obligado a regalar tres pares de gallinas a la autoridad competente.
Aún se conservan bastantes expedientes de residencia de la Villa de Espinosa y por ellos, se descubre su organización social. En todos esos expedientes, siempre se hallaron desocupadas las cárceles del señorío, no obstante en dicha cárcel existía como utillaje unos cepos con su respectivo candado y unos grillos con espinas.
En la residencia de 1761, figuran la visita de la horca y el rollo de la villa, y se halló que en el rollo, que era de madera de roble con cuatro brazos en lo alto y una argolla de hierro al pie de cuatro mamposteros que la sostenían, estaba en mal estado, por lo que ese mismo año fueron derribados.
En la residencia de 1752 había en la villa dos sastres, diez tejedores, dos herreros, cuatro molinos de maquila y dos taberneros.
La Santa Hermandad de Espinosa eran los propios vecinos del pueblo que mediante la institución del concejo, cuidaban de mantener en “pie y sitio” la horca para ahuyentar a los malhechores y bandidos, o a las malas lenguas.
El documento que da la noticia más antigua sobre la existencia de Espinosa, es un pergamino que figura con el número 258 en el catálogo de documentos del convento de Santa María de Otero de las Dueñas, con la ficha siguiente: “Don Aparicio dota a doña María, su mujer, en arras de la mitad de su heredad en Spenosa. Era 1240. Año 1202. –Octo Kolds…- El segundo documento data de 1244.
Espinosa de la Ribera fue desde siempre un modelo ejemplar de villa y una de las zonas más prósperas del entorno hasta su decaimiento en los años 70 el cual continúa en la actualidad.

## Demografía
Tras catorce años sin nacimientos, en el año 2007 se ha producido uno. Sin embargo, las muertes son algo constantes, casi cotidianas. La población está muy envejecida y los jóvenes marchan a la ciudad en cuanto tienen la más mínima oportunidad, bien sea por trabajo o por estudios.
La esperanza de vida en Espinosa de la Ribera, se situaba en el año 1996 en 80 años y, en ese mismo año, de entre todos los habitantes que se encontraban censados, la media de edad eran 53 años, lo cual es una cifra preocupante, puesto que en la actualidad, la media de edad superará los 65.
En 1994 había 178 vecinos viviendo en Espinosa y en la actualidad, ese número ha descendido por debajo de 100.

## Comunicaciones
Se puede reducir básicamente al transporte escolar, para trasladar a estudiantes hasta los centros de estudio de Carrizo de la Ribera. El servicio de autobuses que conectan Espinosa con la Ciudad es muy deficiente e irregular. Predomina el transporte en vehículos particulares.

## Economía

### Agricultura
No son ya muchas las familias que se dedican a la agricultura, y en muchas ocasiones es una agricultura que sirve de prolongación a la actividad ganadera.
También la tierra es explotada para el consumo familiar, a través de las múltiples huertas que sirven de entretenimiento y como fomento de la economía de subsistencia en el propio pueblo.
En las grandes tierras o latifundios del monte del pueblo, el cultivo es exclusivamente cerealista, tratándose del monocultivo del centeno. Son la mayoría terrenos comunales, es decir, cuya explotación puede ser utilizada por los vecinos del pueblo. Si bien también existen tierras particulares, aunque en menor extensión.
En el valle, el sistema de cultivo es el minifundio en donde se cultivan todo tipo de productos hortícolas y forrajeros.
En el año 1994 en censo de maquinaria agrícola era el siguiente: 19 tractores, 6 empacadoras, 3 cosechadoras, 10 segadoras, 18 remolques, 12 volvedores de hierba.
En el fondo del valle, el sistema de riego empleado es el mismo que en el siglo XII, utilizando acequias, presas y atroques. 
Tradicionalmente para labrar la tierra, la herramienta fundamental que se utilizaba era la azada, pero es necesario mencionar algunos aperos típicos, que también se pueden observar en el museo de Paco:
El arado de madera, actualmente usado para ensurcar la patata.
El cultivador: que tiene solo una reja, pero que se utilizan cinco diferentes según sea para canterar, amontonar, aligerar, y que en su parte posterior tiene un saliente para poder cortar las hierbas.

### Ganadería
Espinosa ha sido tradicionalmente un pueblo ganadero, pero actualmente solo está dedicada a un tipo de ganado, que es el vacuno. Antaño había ganado lanar de importante consideración.
Otros animales que aún se conserva su explotación, pero en forma de corral doméstico, son los cerdos, pollos, conejos y abejas, y como uso, fundamentalmente recreativo, existen algunas cabezas de ganado caballar.

### Industria
Se pueden considerar dos actividades industriales en Espinosa de la Ribera. Por un lado la central hidroeléctrica y por el otro la existencia de una carpintería.
La central hidroeléctrica fue construida en 1962, y empezaron las primeras pruebas de su funcionamiento en 1964 para terminar funcionando por completo en 1966. La central aprovecha un salto de agua artificial que parte de un canal con una capacidad de 28 m³/s el cual nace en el contraembalse de Selga de Ordás.
La potencia que desarrolla la central de 1200 MW/h, agregando a ello una potencia del alternador de 6600 kV, los cuales son transformados mediante un transformador de 24 kW a 45 y 138 kV de distribución. 
La central tiene un sector de entrada de 6,6 kV y una salida de 15000 kV, contando con una turbina Kaplan y un alternador AEG.
La línea de 138000 V se conecta con la central de Mora de Luna, la Térmica de La Robla y otras asturianas, con la de La Mudarra de Valladolid y con la de San Sebastián de los Reyes y juntas se reparten en miniestaciones en Madrid. La misma línea también se bifurca en Hospital de Órbigo para abastecer Ponferrada y diversos sectores de pueblos del contorno.
La carpintería-ebanistería, se dedica fundamentalmente a la construcción de ventanas, aunque también realiza otro tipo de trabajos en el sector de la construcción, como puertas, marcos, etc.
Existen otras empresas dedicadas a otros sectores, tales como montajes eléctricos, y también un número considerable de personas trabajadoras por cuenta propia.

## Política y administración
La administración de espinosa es llevada a cabo por el alcalde Pedáneo, que es elegido cada 4 años mediante un sistema de elección por Sufragio Universal. El alcalde pedáneo se ve acompañado en sus funciones por un Tesorero y un Secretario que dan apoyo al alcalde aunque cada uno realice su propia función.
En principio, el alcalde es el que debe preocuparse por todas aquellas cosas que necesite el pueblo de manera más urgente, beneficiando siempre a la mayoría de los vecinos.
Es por esto, que la tradición de Espinosa, incluso en tiempos de la dictadura franquista, hacía que para los asuntos de mayor relevancia que involucraran a diferentes vecinos, se utilizara una figura consultiva que era el concejo. El concejo serían todos los habitantes mayores de 18 años que reunidos frente a al tema a tratar, expondrían sus dudas, propuestas y, en definitiva, se decidiría la aprobación o prohibición del asunto en concreto. Los concejos solían realizarse los domingos a la salida de la Iglesia.

## Educación y cultura
En Espinosa existe un edificio en que se sitúan las escuelas. Está dividido en dos partes que antiguamente se separaban las aulas por sexos. En la actualidad una de ellas está ocupada por la consulta médica y también es el lugar donde realizan actividades la Asociación de Mujeres.
La otra parte se dedica a actividades lúdicas y recreativas por parte de los jóvenes.
Este centro estuvo dedicado varias veces a la enseñanza, estando incluido en su última apertura, dentro del C.R.A. de Cimanes del Tejar y existiendo profesores itinerantes que permitían mantener la escuela abierta a pesar del bajo número de alumnos. Actualmente, los estudiantes deben desplazarse hasta el centro ubicado en Carrizo de la Ribera para poder realizar sus estudios.
El salón cultural, es un centro construido con la mediación de cuatro valles y en el que su uso está destinado a diferentes actividades, tales como gimnasia par mayores, o es el lugar donde se realizan exposiciones, concursos, fiestas, etc. Antiguamente era una discoteca y luego pasó a hacer la función que ahora hace la escuela, como centro de entretenimiento lúdico para los jóvenes.

## Sanidad
Hay tres niveles de asistencia sanitaria. 
El nivel local, nivel de municipio y nivel general
En cuanto al primero está ubicado en el propio pueblo, donde viene una vez por semana, un médico y un ATS, los cuales, solo se pueden encontrar un día determinado y en horario de mañana. No existen farmacias. La más cercana está en Santa María de Ordás, y el propio ayuntamiento tan sólo dispone de un servicio de botiquín.
En el nivel de municipio hay una consulta en la casa consistorial de Rioseco de Tapia, en la que está el médico y el ATS tres días a la semana. 
En cuanto a la asistencia general, los vecinos de Espinosa pertenecen al centro médico de la Magdalena, que permanece abierto las 24 horas del día para los casos más urgentes y donde se dispone de mayores medios así como un sistema de transporte para casos de gravedad. En casos especiales los pacientes son trasladados a los centros médicos ubicados en León.

## Patrimonio
La primitiva iglesia estuvo edificada en el solar que hoy ocupa el cementerio, en la desembocadura del Valle de la Iglesia, que hoy conserva su nombre.
Por haberse quemado el archivo parroquial cuando ardió el pueblo en 1655, han desaparecido libros que nos pudieran suministrar noticias interesantes sobre aquella época.
De las cosas más importantes que tiene la Iglesia actual es el reloj de la torre, construido en 1948. Para su construcción fue derribado el antiguo campanario y se añadió una torre hasta llegar a una altura de 20 metros. El reloj de la Iglesia fue donado por Don Leoncio Martínez, que a su vez es hijo predilecto del pueblo y tiene una plaza que hace honor a su nombre.
De la antigua iglesia no se pudo recuperar nada para la nueva.
El retablo actual consta de un pedestal con cuatro repisas de planta talladas con buen arte. Al frente, el sagrario y todos los adornos correspondientes al arte. Entre las columnas, las cuales se alzan majestuosamente dividiendo el retablo en 4 partes, hay dos cajas a cada lado de la concha y, en el medio, otras dos cajas apiñadas con su entrepaño y adornos correspondientes.
Las principales imágenes que se puede observar en la iglesia parroquial son las siguientes:
Nuestra Señora de la Portería: que es una imagen que se nombra varias veces en los libros parroquiales, pero está retirada por su deterioro.
- Imagen de Santa Colomba: que actualmente está retirada del culto.
- El Cristo de Santa Colomba: que se halla en la hornacina más alta del retablo mayor.
- Nuestra Señora de los Dolores: tallada y donada por un hijo de Espinosa.
- Nuestra Señora de San Isidro: donada en 1924 por una colonia de vecinos de Espinosa residentes en México.
- Nuestra Señora del Sagrado Corazón de Jesús
- Nuestra Señora de la Medalla Milagrosa.
- Una Imagen del Niño Jesús.
- Una imagen de San Isidro
- Una imagen de San Roque
- Una imagen del Sagrado Corazón de Jesús.

Actualmente no hay ninguna Ermita en Espinosa, pero sabemos por los libros parroquiales, los datos que demuestran haber existido una capilla en honor a Santa Colomba y, en lo que actualmente se llama huerta de San Roque, estuvo emplazada otra capilla que llevaba su nombre.

## Fiestas y tradiciones
El patrono mayor de Espinosa es San Saturnino, si bien no ha tenido una gran importancia quizás por la época en la que se celebra su onomástica.
Los días propiamente de las fiestas son tres:
El 15 de mayo, día de San Isidro Labrador, en el cual se pasea al santo por las calles del pueblo en una emotiva procesión, por hacer honor a los agricultores, actividad mayoritaria entre los vecinos de Espinosa.
El 15 de agosto, Nuestra Señora, que es el día grande por excelencia de Espinosa. Los preparativos de esta fiesta son proporcionales a las grandes esperanzas de la gran solemnidad. Procesión por la mañana, baile vermut, juegos por la tarde, verbena, amenizan este día de fiesta.
San Roque, el 16 de agosto, es el día en el que se prolonga lo comenzado el día anterior. Con una procesión más larga en honor al santo que lleva su nombre.
Otras fiestas son la de San Antonio, en la que es tradición subastar las patas de los cerdos y, el dinero recaudado, va a parar a los fondos de la cofradía.
Es destacable la víspera de reyes, en la que a lo largo de los años se han ido realizando numerosas actividades, pero en la que siempre coincide la reunión de todos los vecinos del pueblo y una pequeña fiesta. Suelen llegar los reyes magos y repartir los regalos a los niños que se han portado bien. Algunos años hubo cabalgatas, otros se hacía una gran hoguera en el centro de la plaza del pueblo. Antaño se realizaba la Representación de los Reyes o auto de los Reyes Magos, evento teatral al que acudían vecinos del pueblo y de otros lugares. Tras la pérdida de esta representación durante 60 años, hace unos años se volvió a repetir, pero sin continuidad.

## Caza y pesca
Hay dos actividades deportivas a destacar en Espinosa de la Ribera. Por un lado la caza, pues dispone de un extenso coto en el poder realizar la actividad cinegética, tanto en la especialidad de caza mayor como caza menor. Las especies cazables en la primera modalidad son el jabalí y el corzo, y en la segunda principalmente la perdiz, codorniz y la liebre.
La pesca tiene como especie referente la trucha, a la que se hace referencia incluso en el escudo del ayuntamiento. Espinosa de la Ribera dispone de un tramo libre de pesca en el río luna, cuyo límite inferior viene delimitado por el coto de pesca de Villarroquel, y el superior continúa aguas arriba ya en término de Villarrodrigo de Ordás.